# Burg Regenpeilstein
Die Burg Regenpeilstein ist eine Spornburg auf einem Spornplateau etwa 35 Meter über dem Regental bei der Gemarkung Regenpeilstein der Stadt Roding im Landkreis Cham in Ostbayern. Die Anlage ist unter der Aktennummer D-3-72-153-60 als denkmalgeschütztes Baudenkmal von Regenpeilstein verzeichnet. Ebenso wird sie als Bodendenkmal unter der Aktennummer D-3-6840-0036 im Bayernatlas als „archäologische Befunde des Mittelalters und der frühen Neuzeit im Bereich der Burg Regenpeilstein“ geführt.

## Geschichte
Die Burg wurde vermutlich im 12. Jahrhundert erbaut, 1270 als „castrum Peilstain“ im oberbayerischen Herzogsurbar erwähnt und war vermutlich im Besitz der Herren von Peilstein.
Inwieweit die Familie der Peilsteiner, die etwa ab 1135 bis 1339 nachweisbar sind, Ministeriale der Diepoldinger waren und zeitweise auch zur Reichsministerialität gehörten, wegen der Namensgleichheit mit der Burg Sattelpeilnstein bei Traitsching mit der Burg Peilstein in Verbindung zu bringen ist, bleibt ungeklärt.
Von 1370 bis 1421 war die Burg im Allodialbesitz der Satzenhofer gefolgt von Heinrich von Preysing, der den Besitz 1445 an Hans Zenger verkaufte. Die Burg wurde 1462 dem Landesherren als Mannlehen aufgetragen und wechselte häufig ihre Besitzer. Im Dreißigjährigen Krieg wurden Teile der Burg zerstört. Von 1790 bis 1824 war die Burg wieder im Allodialbesitz, wechselte weiter ihre Besitzer und ist bis heute im Privatbesitz.

## Beschreibung

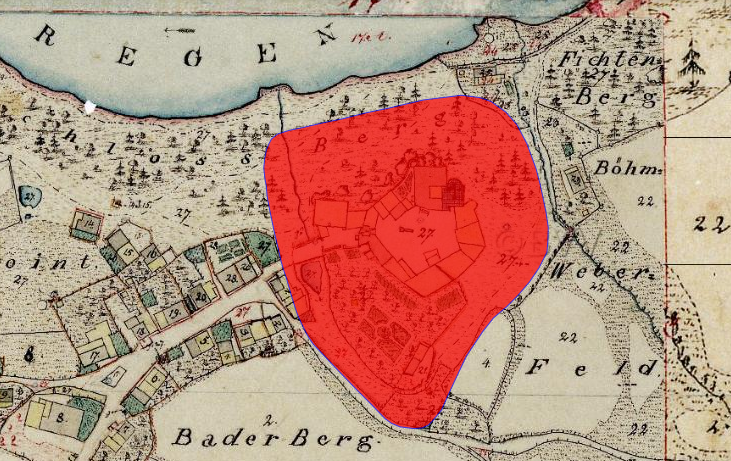
Lageplan der Burg Regenpeilstein auf dem Urkataster von Bayern

Die Kernburg mit zwei Vorburgen geht auf das 13. Jahrhundert zurück und verfügte über einen 28 Meter hohen quadratischen Bergfried, umgeben von einem Palas und einer Ringmauer. Der Torturm der inneren Vorburg und deren Ringmauer wurde 1922 abgebrochen. Die Entstehungszeit der äußeren Vorburg ist unklar. Auf Umbauten des inneren Palas im 16. Jahrhundert weisen ein Kamin und ein Kachelofen hin.
Nach dem Dreißigjährigen Krieg wurden 1638 bis 1640 die westliche Ringmauer wieder aufgebaut und der Burghof der Kernburg überbaut und 1790 fanden im Besitz der Familie Schott wesentliche Umbauten der Wohnbebauung statt.
Die Burgkapelle St. Jakobus d. Ä. im Barockstil des 18. Jahrhunderts an der Nordseite der Anlage zeigt im Inneren den Pilgerheiligen Jakobus als Pilger mit Pilgerhut, Pilgerstab und Flasche. Die Burg Regenpeilstein war vermutlich eine Zwischenstation für die Pilgernden, die nach Rom oder eher Santiago de Compostela in Spanien gingen.